# Lance Corporal of Horse

Dienstgradabzeichen eines Lance Corporal of Horse

Der Lance Corporal of Horse (kurz: LCoH) ist ein einzigartiger Dienstgrad in der Household Cavalry der British Army und das Gegenstück zum Lance Sergeant der Foot Guards (Garderegimenter zu Fuß) und der Honourable Artillery Company (Ehrenartilleriekompanie). 
Er wurde 1971 eingeführt. Der Dienstgrad Lance Corporal of Horse ersetzt in der Household Cavalry den Dienstgrad des Corporals. Der Dienstgrad des Lance Corporal of Horse ist höher als der Dienstgrad Lance Corporal und niedriger als der Dienstgrad Corporal of Horse. Lance Corporal of Horse werden immer mit Corporal angeredet.

## Dienstgradabzeichen
Ein Lance Corporal of Horse hat drei weiße, mit den Spitzen nach unten zeigende Uniformwinkel, darüber befindet sich eine Krone aus Segeltuch (im Gegensatz zu den full Corporals of Horse, die eine metallene Krone über den drei weißen Uniformwinkeln tragen).